# 막스 크루제
막시밀리안 "막스" 크루제(Maximilian "Max" Kruse, 1988년 3월 19일 ~ )는 2. 분데스리가 SC 파더보른에서 공격수로 뛰고 있는 독일의 축구 선수이다.